# Ремоліно
Ремоліно (ісп. Remolino) — місто та муніципалітет на півночі Колумбії, на території департаменту Маґдалена.

## Історія
Поселення, з якого пізніше виросло місто було засноване в 1752 році. Муніципалітет Ремоліно був виділений в окрему адміністративну одиницю в 1814 році.

## Географія

Муніципалітет Ремоліно

Місто розташоване в північно-західній частині департаменту, на правому березі річки Магдалена, на відстані приблизно 79 кілометрів на північний захід від Санта-Марти, адміністративного центру департаменту Маґдалена. Абсолютна висота — 5 метрів над рівнем моря.
Муніципалітет Ремоліно на півночі межує з територією муніципалітету Сітіонуево, на північному сході — з муніципалітетом Пуебло-В'єхо, на сході — з муніципалітетом Ель-Ретен, на півдні і південно-сході — з муніципалітетом Півіхай, на південному заході — з муніципалітетом Саламіна, на заході — з територією департаменту Атлантико. Площа муніципалітету складає 599 км².

## Населення
За даними Національного адміністративного департаменту статистики Колумбії, сукупна чисельність населення міста та муніципалітету в 2015 році становила 8150 осіб.
Динаміка чисельності населення муніципалітету за роками:
| 2005 | 2006 | 2007 | 2008 | 2009 | 2010 | 2011 | 2012 | 2013 | 2014 | 2015 |
| ---- | ---- | ---- | ---- | ---- | ---- | ---- | ---- | ---- | ---- | ---- |
| 8751 | 8685 | 8621 | 8554 | 8494 | 8434 | 8379 | 8318 | 8265 | 8212 | 8150 |

Згідно з даними перепису 2005 року чоловіки становили 53 % від населення Ремоліно, жінки — відповідно 47 %. У расовому відношенні білі і метиси становили 99,3 % від населення міста; негри, мулати і райсальці — 0,6 %; індіанці — 0,1 %.
Рівень грамотності серед всього населення становив 75,9 %.

## Економіка
Основу економіки Ремоліно складає сільськогосподарське виробництво.
47,3 % від загального числа міських і муніципальних підприємств складають підприємства торговельної сфери, 48,6 % — підприємства сфери обслуговування, 2,7 % — промислові підприємства, 1,4 % — підприємства інших галузей економіки.

## Транспорт
Через місто проходить національне шосе № 27 (ісп. Ruta Nacional 27).